# Sistema de gestió d'informació de laboratori

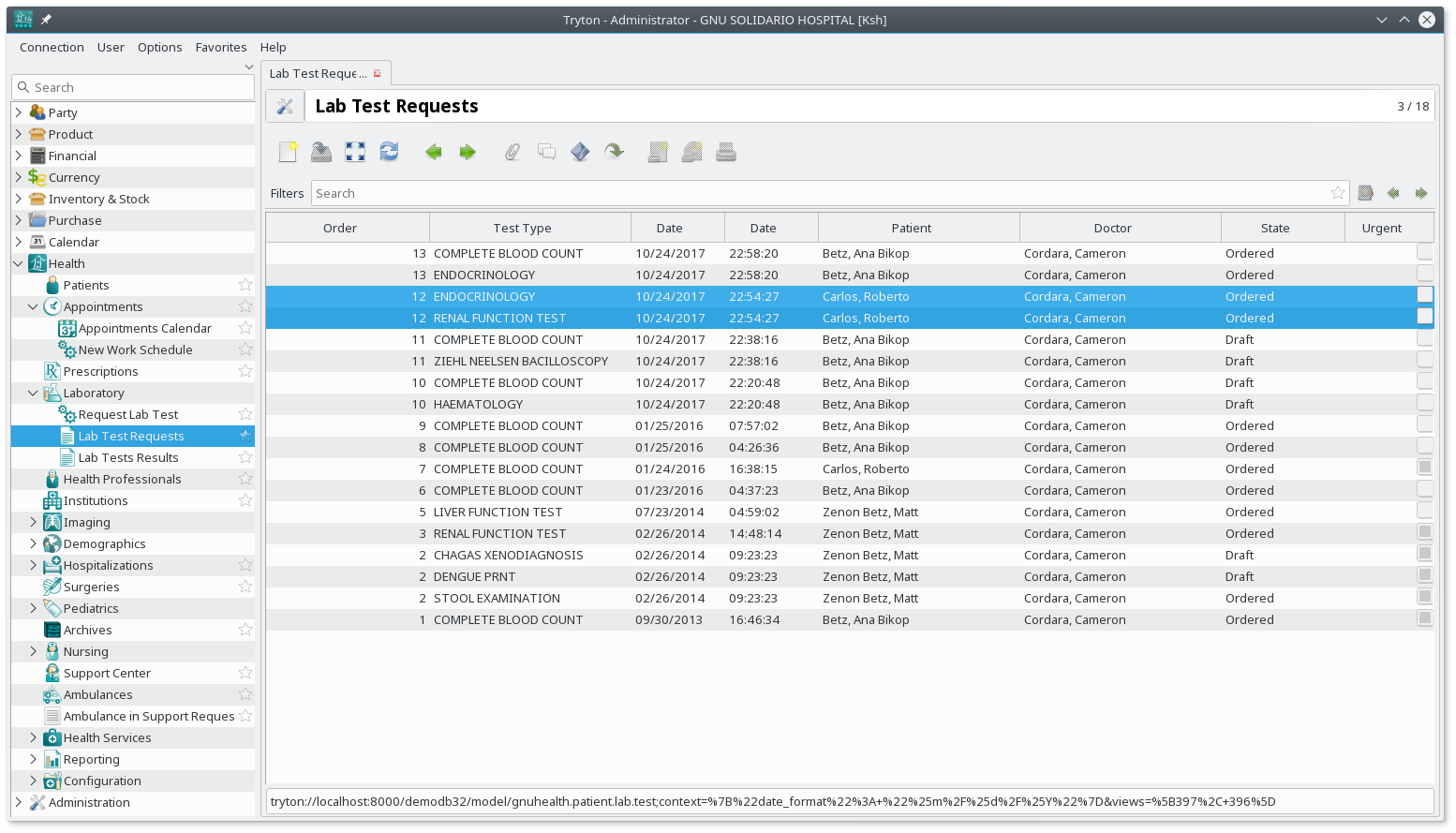
Comandes de laboratori en el mòdul LIMS del projecte GNU Health.

Un sistema de gestió d'informació de laboratori (LIMS), de vegades anomenat sistema d'informació de laboratori (LIS) o sistema de gestió de laboratori (LMS), és una solució basada en programari amb funcions que admeten les operacions d'un laboratori modern. Les característiques clau inclouen, però no es limiten a, suport de flux de treball i seguiment de dades, arquitectura flexible i interfícies d'intercanvi de dades, que "admeten totalment el seu ús en entorns regulats". Les característiques i els usos d'un LIMS han evolucionat al llarg dels anys des del simple seguiment de mostres fins a una eina de planificació de recursos empresarials que gestiona múltiples aspectes de la informàtica de laboratori.
No hi ha una definició útil del terme "LIMS", ja que s'utilitza per englobar una sèrie de components informàtics de laboratori diferents. La difusió i la profunditat d'aquests components depèn molt de la pròpia implementació LIMS. Tots els LIMS tenen un component de flux de treball i algunes instal·lacions de gestió de dades de resum, però més enllà d'això hi ha diferències significatives en la funcionalitat.
Històricament, el LIMS, el LIS i el sistema d'execució de desenvolupament de processos (PDES) han realitzat funcions similars. El terme "LIMS" ha tendit a referir-se a sistemes informàtics destinats a l'anàlisi ambiental, d'investigació o comercial, com ara treballs farmacèutics o petroquímics. "LIS" ha tendit a referir-se als sistemes informàtics de laboratori en els mercats forenses i clínics, que sovint requerien eines especials de gestió de casos. "PDES" s'ha aplicat generalment a un àmbit més ampli, incloent, per exemple, tècniques de fabricació virtual, encara que no necessàriament s'integra amb equips de laboratori.
En els últims temps, la funcionalitat LIMS s'ha estès encara més enllà del seu propòsit original de gestió de mostres. La gestió de dades d'assaig, la mineria de dades, l'anàlisi de dades i la integració de quaderns electrònics de laboratori (ELN) s'han afegit a molts LIMS, permetent la realització de la medicina translacional completament dins d'una única solució de programari. A més, la distinció entre LIMS i LIS s'ha difuminat, ja que ara molts LIMS també admeten completament dades clíniques completes centrades en casos.

## Tecnologia
El LIMS és un concepte en evolució, amb noves característiques i funcionalitats que s'afegeixen sovint. A mesura que el laboratori exigeixi canvis i continuï el progrés tecnològic, probablement també canviaran les funcions d'un LIMS. Malgrat aquests canvis, un LIMS tendeix a tenir un conjunt bàsic de funcionalitats que el defineixen. Aquesta funcionalitat es pot dividir aproximadament en cinc fases de processament de laboratori, amb nombroses funcions de programari que s'inclouen a cadascuna: (1) la recepció i l'inici de sessió d'una mostra i les seves dades de client associades, (2) l'assignació, programació i seguiment de la mostra i la càrrega de treball analítica associada, (3) el processament i control de qualitat associat a la mostra i l'equip d'anàlisi, emmagatzematge i anàlisi de la mostra associada (4) val, i compilació de les dades de la mostra per informar i/o anàlisi posterior.
Hi ha diverses funcions bàsiques associades a aquestes fases de processament de laboratori que solen aparèixer a la majoria de LIMS:
- Gestió de mostres
- Integració d'instruments i aplicacions
- Intercanvi electrònic de dades